# Klausul
För andra betydelser, se Klausul (olika betydelser).
Klausul (latin clau'sula), egentligen "avslutningsdel, slutformel", en tilläggsparagraf som tillfogats en rättshandling (till exempel ett kontrakt), som närmare bestämmer, förklarar eller inskränker något av dess innehåll.